# Unčín
Unčín település Csehországban, a Žďár nad Sázavou-i járásban. Unčín Strachujov, Dalečín és Jimramov településekkel határos. Lakosainak száma 197 fő (2024. január 1.).

## Népesség
A település lakosságának változását az alábbi diagram mutatja:
| Lakosok száma | 282  | 285  | 288  | 227  | 202  | 191  | 187  | 193  | 195  | 197  |
|               | 1869 | 1890 | 1921 | 1950 | 1980 | 2001 | 2017 | 2019 | 2022 | 2024 |